# Кемеров, Вячеслав Евгеньевич
Вячеслав Евгеньевич Кемеров ― советский и российский философ

, доктор философских наук, профессор (1979). Известен своими работами в области методологии обществознания.

## Биография
Вячеслав Кемеров родился 13 марта 1943 в городе Иркутск, РСФСР, СССР.
После учёбы в средней школе поступил в Уральский государственный университет на исторический факультет, который окончил в 1965 году.
С 1990 года работает заведующим кафедрой социальной философии (первоначально – теоретической социологии) в Уральском государственном университете, где основал кафедру социальной философии и научную школу «Гуманизация социальности». Данная школа была организована на гранты Министерства образования и науки России и Президента Российской Федерации.
Под редакцией Кемерова с 1993 года издаётся журнал «Социемы», посвященный проблемам современной социальной философии и обществознанию. Под его научным руководством было защищено 15 диссертаций.
Был награждён премией Уральского университета за научную работу 1997 году и премией Татищева и де Геннина 1999 году за «Современный философский словарь» (Лондон, 1998).
Кемеров написал цикл научных работ по философскому анализу состояния и перспектив дисциплин обществознания (психологии, социологии, истории, этики) и их влиянию на развитие современной социальной философии. По результатам этих исследований была написана книга «Методология обществознания: проблемы, стимулы, перспективы» (1990), а также статьи, вошедшие в «Современный философский словарь» (1998) и «Новую философскую энциклопедию» (2000).
С 1998 по 2008 год в журнале «Вопросы философии» опубликовал ряд статей («Метафизика-динамика», «Концепция радикальной социальности», «О философской моде в России»), в которых были определены новые теоретико-методологические перспективы исследований в рамках социальной философии: обосновывается необходимость перехода к проблемно-смысловой модели интеграции социально-гуманитарных наук, ориентированной на описание и объяснение социального воспроизводства в формах самореализации людей, а также на «фокусирование» обществознания в проблемно-смысловом поле бытия людей.